# Copies basques du S&W M&P

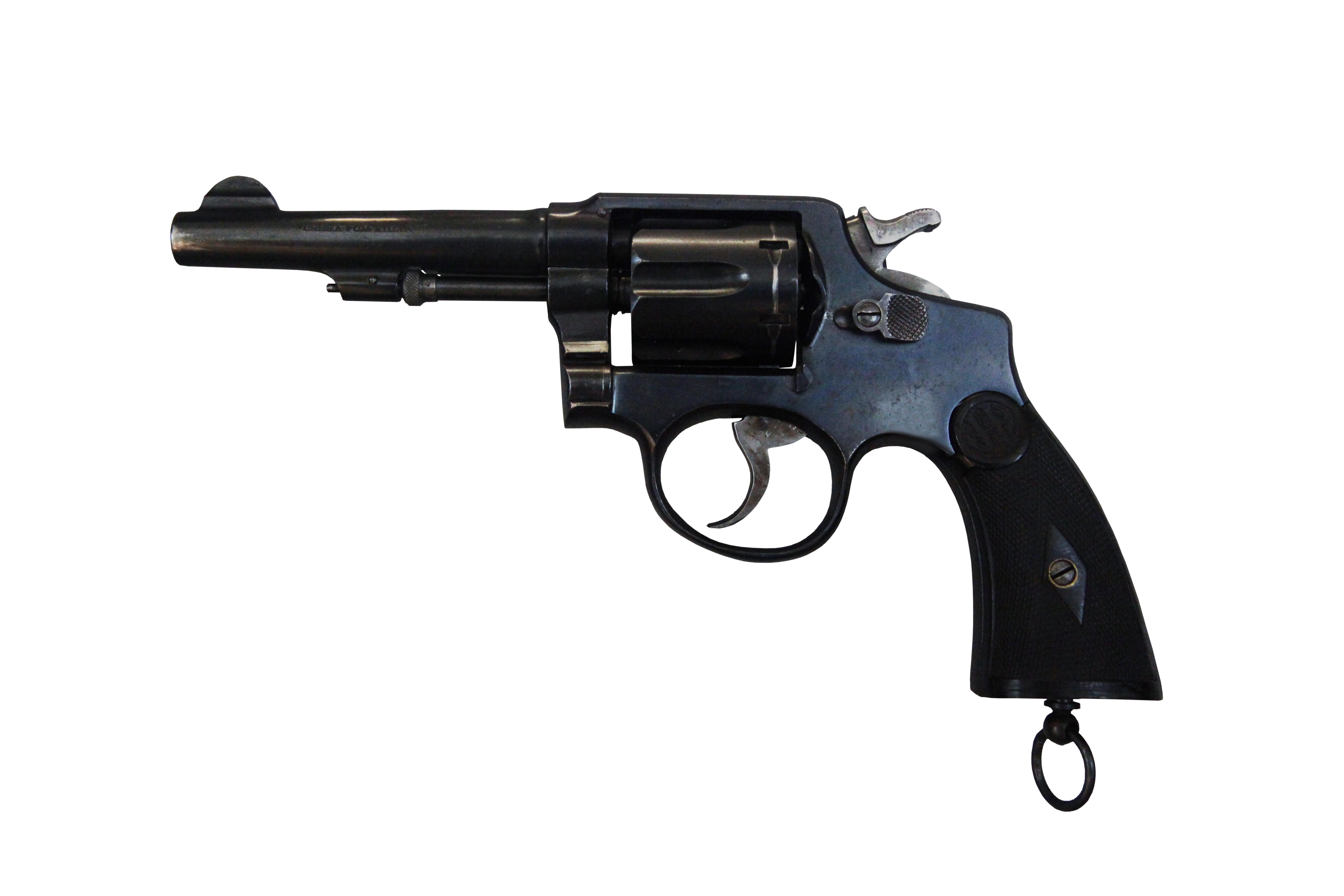
Un Revolver 92 espagnol en 8 mm/92

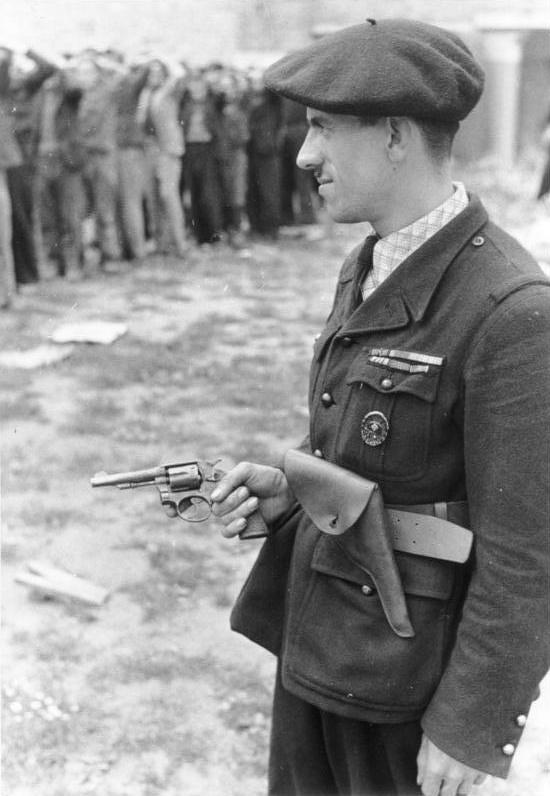
Dans la France occupée, un membre de la Milice armé d'un revolver 92 espagnol surveille des résistants qui ont été faits prisonniers.

Durant la Grande Guerre et la Guerre d'Espagne, les combattants utilisaient des copies basques du S&W M&P en 8 mm/92 (Poilus) et en .32 S&W Long, .32-20 ou .38 S&W (Espagnols) ; les versions en 8mm reprenant du service chez les FFI et la Milice française ensuite.

## Les fabricants
Les fabricants de ces copies fournies à l'armée française sont Arizmendi (qui produisait aussi des copies du Colt Police Positive, Beistegui Hermanos) ,  Orbea Hermanos (également connue comme Orbea y Cia ou La Industria Orbea),  Trocaola (disparu lors de la Guerre civile espagnole) entre autres armuriers du Pays basque espagnols. Ces marques se retrouvent ausso souvent sur des pistolets de type Ruby. Enfin Beistegui et Orbea sont toujours toujours actif dans la production  de cycles en 2024.

## Données techniques
Version commerciales :
- Type : Revolver à carcasse fermée et barillet basculant à 6 coups.
- Mécanisme : Percussion centrale. Double action avec chien externe
- Visée : fixe
- Crosse : carrée ou arrondie. Plaquette en  ébonite, bois ou corne.
- Finition : arme bleuie ou nickelée
- Canon : 10,8 cm (longueur  de 8,9 cm, 12,7 cm ou 15,2 cm furent disponibles)
- Longueur : 23 cm (calibre .32) ou 25 cm (calibre .38)
- Masse : 505 g (calibre .32) ou 840 g (calibre .38 canon de 12,7 cm)

Versions livrées à l'Armée française (1915-1918) (Valable pour le Modèle  OH de la firme Orbea Hermanos) :
- Appellation militaire française : Revolver  8 mm du commerce
- Appellation commune française : 92 espagnol
- Munition : 8 mm 92
- Canon : 11 cm
- Longueur : 24 cm
- Masse : 890 g (Valable pour le Modèle  OH de la firme Orbea Hermanos)/895 g (Valable pour le Modèle  OH de la firme Arizmendi Zulaica y Cia)

## Sources
- « Le revolver 8mm Espagnol, dit "92 Espagnol" » sur le site revolver1873.fr
- Armes Passion Tir, « Présentation et essai révolver réglementaire espagnol 1892 », YouTube, 19 mars 2022.
- E. Alves, « Revolver “Espagnol” » sur le site Seconde Guerre.net.